# DBU Naturerbe
Die Gesellschaft der Deutschen Bundesstiftung Umwelt zur Sicherung des Nationalen Naturerbes, kurz DBU Naturerbe GmbH, ist eine 2007 gegründete Tochtergesellschaft der Deutschen Bundesstiftung Umwelt. Sie wird in der Rechtsform einer Gesellschaft mit beschränkter Haftung geführt und ist Eigentümerin von rund 70.000 Hektar Nationalem Naturerbe, verteilt auf 71 Liegenschaften in zehn Bundesländern. Insgesamt umfasst das Nationale Naturerbe rund 156.000 Hektar, überwiegend ehemalige militärische Übungsflächen und Bergbaufolgelandschaften, die die Bundesregierung sukzessive an Stiftungen, Naturschutzverbände und die Länder übergibt, um sie dauerhaft für den Naturschutz zu sichern. Die Flächen werden nach naturschutzfachlichen Vorgaben betreut und entwickelt und auf diese Weise für nachfolgende Generationen bewahrt.
Die DBU-Tochter beabsichtigt, mit dem Geschäftsbereich Bundesforst der Bundesanstalt für Immobilienaufgaben die Strukturvielfalt und den Reichtum an heimischen Tier- und Pflanzenarten erhalten und fördern. Das durch militärische Übungen entstandene Offenland wird durch regelmäßige Pflege als Rückzugsraum für seltene Arten erhalten. Naturnahe Laubmischwälder können sich ohne Einfluss des Menschen zu neuer Wildnis entwickeln. Artenarme Nadelholzforste werden zunächst schrittweise in naturnahe Wälder überführt und dann einer natürlichen Entwicklung überlassen. Feuchtgebiete und Gewässer werden durch die Wiederherstellung des natürlichen Wasserhaushaltes ökologisch aufgewertet und bewahrt.
Auf ausgewählten Flächen, von denen keine Gefahr durch die militärische Vornutzung ausgeht, wird die Natur durch eine gezielte Besucherlenkung und verschiedene Umweltbildungsangebote für Einwohner und Besucher erlebbar gemacht.

## Flächen
Die folgenden Flächen sind als DBU-Naturerbeflächen in die Verwaltung der DBU-Naturerbe GmbH übergegangen:
| Name                    | Bundesland             | Größe (ha) |
| ----------------------- | ---------------------- | ---------- |
| Andernachhof            | Bayern                 | 58         |
| Arsbeck                 | Nordrhein-Westfalen    | 270        |
| Authausener Wald        | Sachsen                | 2.198      |
| Beienroder Holz         | Niedersachsen          | 184        |
| Bendeleber Wald         | Thüringen              | 451        |
| Biederitzer Busch       | Sachsen-Anhalt         | 125        |
| Borken                  | Nordrhein-Westfalen    | 202        |
| Borkenberge             | Nordrhein-Westfalen    | 1.570      |
| Borkumer Dünen          | Niedersachsen          | 44         |
| Brenker Mark            | Nordrhein-Westfalen    | 224        |
| Cuxhavener Küstenheiden | Niedersachsen          | 1.220      |
| Dammer Berge            | Niedersachsen          | 143        |
| Daubaner Wald           | Sachsen                | 3.265      |
| Drosselberg             | Thüringen              | 80         |
| Dudenhofen              | Rheinland-Pfalz        | 97         |
| Ebenberg                | Rheinland-Pfalz        | 196        |
| Elbwiesen Ostemündung   | Niedersachsen          | 706        |
| Elmpt                   | Nordrhein-Westfalen    | 250        |
| Forstberg               | Thüringen              | 299        |
| Frauenholz              | Bayern                 | 494        |
| Gelbensander Forst      | Mecklenburg-Vorpommern | 1.005      |
| Glücksburger Heide      | Sachsen-Anhalt         | 2.595      |
| Goitzsche               | Sachsen-Anhalt         | 1.018      |
| Göldenitzer Moor        | Mecklenburg-Vorpommern | 127        |
| Günthersleben           | Thüringen              | 151        |
| Hainberg                | Bayern                 | 195        |
| Hartmannsdorfer Forst   | Sachsen                | 1.932      |
| Herongen                | Nordrhein-Westfalen    | 180        |
| Herzogsberge            | Niedersachsen          | 127        |
| Himmelsgrund            | Thüringen              | 862        |
| Hohe Schrecke           | Sachsen-Anhalt         | 252        |
| Holtenser Berg          | Niedersachsen          | 130        |
| Hopsten                 | Nordrhein-Westfalen    | 196        |
| Kaarzer Holz            | Mecklenburg-Vorpommern | 2.788      |
| Kellerberge             | Sachsen-Anhalt         | 284        |
| Kuhlmorgen              | Mecklenburg-Vorpommern | 305        |
| Kühnauer Heide          | Sachsen-Anhalt         | 946        |
| Landshut                | Bayern                 | 188        |
| Lauterberg              | Bayern                 | 187        |
| Lübberstedt             | Niedersachsen          | 407        |
| Lünten                  | Nordrhein-Westfalen    | 132        |
| Marienfließ             | Mecklenburg-Vorpommern | 474        |
| Mellrichstadt           | Bayern                 | 205        |
| Oranienbaumer Heide     | Sachsen-Anhalt         | 2.102      |
| Oschenberg              | Bayern                 | 197        |
| Östliche Hainleite      | Thüringen              | 450        |
| Paderborn-Lieth         | Nordrhein-Westfalen    | 342        |
| Peenemünde              | Mecklenburg-Vorpommern | 2.020      |
| Pöllwitzer Wald         | Thüringen              | 1.893      |
| Prora                   | Mecklenburg-Vorpommern | 1.972      |
| Prösa                   | Brandenburg            | 3.313      |
| Reiterswiesen           | Bayern                 | 320        |
| Ringfurther Elbauen     | Sachsen-Anhalt         | 1.199      |
| Roßlauer Elbauen        | Sachsen-Anhalt         | 1.645      |
| Rüthnicker Heide        | Brandenburg            | 3.853      |
| Salzunger Vorderröhn    | Thüringen              | 1.464      |
| Schwaneweder Heide      | Niedersachsen          | 404        |
| Siegenburg              | Bayern                 | 291        |
| Stegskopf               | Rheinland-Pfalz        | 1.882      |
| Tennenlohe              | Bayern                 | 437        |
| Ueckermünder Heide      | Mecklenburg-Vorpommern | 9.723      |
| Wahner Heide            | Nordrhein-Westfalen    | 1.843      |
| Weißes Venn-Geisheide   | Nordrhein-Westfalen    | 330        |
| Weißhaus                | Brandenburg            | 1.106      |
| Wersener Heider         | Nordrhein-Westfalen    | 1.000      |
| Wesendorf               | Niedersachsen          | 292        |
| Westliche Hainleite     | Thüringen              | 1.185      |
| Wohlder Wiesen          | Niedersachsen          | 301        |
| Woldeforst              | Mecklenburg-Vorpommern | 174        |
| Zeitzer Forst           | Sachsen-Anhalt         | 855        |
| Zschornoer Wald         | Brandenburg            | 1.852      |